# Dalriada

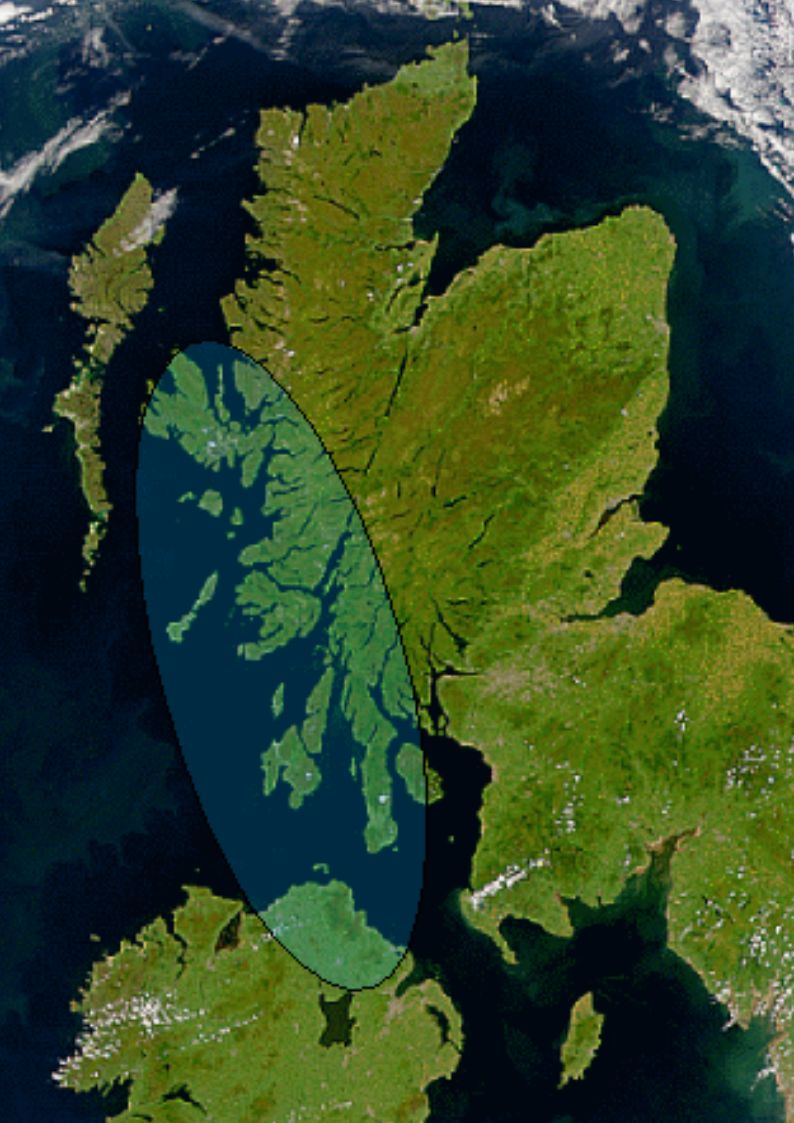
Satellitbild av norra Storbritannien och Irland som visar Dalriadas ungefärliga utsträckning

Dalriada (iriska: Dál Riata; skotsk gaeliska: Dail Riata) var skoternas kungadöme i nuvarande västra Skottland och norra Irland. Kungadömet varade från 500-talet till 800-talet, i det som idag är Argyllshire i Skottland och i grevskapet Antrim i den iriska provinsen Ulster. Huvudstaden var troligen Dunadd i Argyllshire. Denna plats har blivit utgrävd och man har bland annat hittat befästningar och formar för tillverkning av smycken.

## Historik
Enligt legenden var Fergus Mòr Dalriadas förste kung, men hans historicitet är omtvistad. Aedan, dennes sonsons son, som var kung av Dalriada mellan 574 och 608, byggde en stark flotta och krigade aggressivt, så långt bort som Isle of Man och Orkneyöarna. Han var mindre framgångsrik på land och förlorade markområden, framför allt i nuvarande Irland. Deras rivaler i nuvarande Skottland var bland annat pikterna i norr. Dalriada erövrades militärt av pikterna, men pikterna var svagare kulturellt och socialt. Kenneth MacAlpin från Dalriada var de förenade skoternas och pikternas förste kung. Han regerade mellan 840 och 858 som kung av Alba eller Skottland.
Vikingarnas härjningar på 900-talet medförde att sjöförbindelserna mellan Irland och Skottland inte kunde upprätthållas, och kontakten med de västliga delarna av Dalriada förlorades.
Inom Dalriadas område finns ön Iona, vars kloster grundades ungefär samtidigt med Dalriada och kom att spela en stor roll för utformandet av keltisk kristendom och kristendomens spridning i Skottland och vidare till England.